# Campeonato Sudamericano de Football 1953
Il Campeonato Sudamericano de Football 1953 fu la ventiduesima edizione della Copa América. La CONMEBOL aveva incaricato dell'organizzazione il Paraguay, che però si vide costretto a rifiutare per la mancanza di infrastrutture necessarie ad ospitare un simile evento. Analogamente a quanto era accaduto nel 1924, la federazione paraguaiana organizzò l'evento a proprie spese, ma in terra straniera, in Perù. Tutte le partite si disputarono all'Estadio Nacional di Lima dal 22 febbraio al 1º aprile 1953.

## Nazionali partecipanti
| N° | Nazione   | Iscrizione CONMEBOL | Note                         |
| -- | --------- | ------------------- | ---------------------------- |
| 1  | Argentina | 1916                | Rinuncia                     |
| 2  | Brasile   | 1916                | Detentore Coppa America 1949 |
| 3  | Cile      | 1916                |                              |
| 4  | Uruguay   | 1916                |                              |
| 5  | Paraguay  | 1921                |                              |
| 6  | Perù      | 1925                | Nazione ospitante            |
| 7  | Bolivia   | 1926                |                              |
| 8  | Ecuador   | 1927                |                              |
| 9  | Colombia  | 1936                | Rinuncia                     |
| 10 | Venezuela | 1952                | Rinuncia                     |

## Formula
La formula prevedeva che le sette squadre partecipanti si affrontassero in un unico girone all'italiana, la cui prima classificata avrebbe vinto il torneo. Per ogni vittoria si attribuivano 2 punti, 1 per ogni pareggio e 0 per ogni sconfitta.

## Arbitri
In questa edizione furono ben 5 gli arbitri inglesi (Maddison, Dean, Gregory, McKenna e Rhoden) giunti in Perù; l'unico direttore di gara sudamericano era il brasiliano Vianna.

## Risultati
| Arbitro: | George Rhoden |

|            |           |  |
| Ugarte 53’ | Marcatori |  |

| Arbitro: | Richard Maddison |

|                              |           |  |
| Fernández 54’, 75’ Berni 78’ | Marcatori |  |

| Arbitro: | Charles Dean |

|                       |           |  |
| Puente 11’ Romero 88’ | Marcatori |  |

| Arbitro: | George Rhoden |

|                   |           |  |
| Gómez Sánchez 78’ | Marcatori |  |

| Arbitro: | Richard Maddison |

|                                                              |           |                   |
| Julinho 18’, 20’, 42’, 52’ Rodrigues 25’, 44’ Pinga 39’, 60’ | Marcatori | 73’ (rig.) Ugarte |

| Arbitro: | Charles Dean |

|                     |           |                        |
| Molina 5’, 55’, 67’ | Marcatori | 70’ Morel 81’ Balseiro |

| Lima 4 marzo 1953 | Paraguay     | 0 – 0 | Ecuador | Estadio Nacional (45.000 spett.)\| Arbitro: \| Mário Vianna \| |
| Arbitro:          | Mário Vianna |       |         |                                                                |

| Lima 4 marzo 1953 | Cile             | 0 – 0 | Perù | Estadio Nacional (45.000 spett.)\| Arbitro: \| Richard Maddison \| |
| Arbitro:          | Richard Maddison |       |      |                                                                    |

| Arbitro: | Charles McKenna |

|           |           |           |
| Alcón 25’ | Marcatori | 6’ Guzmán |

| Arbitro: | Richard Maddison |

|                             |           |                         |
| Gómez Sánchez 47’ Terry 54’ | Marcatori | 36’ Fernández 78’ Berni |

| Arbitro: | David Gregory |

|                    |           |                   |
| López 5’ Berni 52’ | Marcatori | 36’, 55’ Balseiro |

| Arbitro: | Richard Maddison |

|                        |           |  |
| Ademir 18’ Cláudio 55’ | Marcatori |  |

| Arbitro: | Charles McKenna |

|              |           |  |
| Ipojucan 87’ | Marcatori |  |

| Arbitro: | David Gregory |

|                      |           |            |
| Romero 17’ Berni 22’ | Marcatori | 76’ Santos |

| Arbitro: | Richard Maddison |

|                               |           |  |
| Molina 33’, 47’ Cremaschi 70’ | Marcatori |  |

| Arbitro: | Charles McKenna |

|               |           |  |
| Navarrete 51’ | Marcatori |  |

| Arbitro: | Richard Maddison |

|                                     |           |                 |
| Julinho 1’ Zizinho 53’ Baltazar 70’ | Marcatori | 62’, 76’ Molina |

| Arbitro: | David Gregory |

|                                                                    |           |  |
| Méndez 12’ Puente 51’ Peláez 58’ Morel 60’ Romero 86’ Balseiro 88’ | Marcatori |  |

| Arbitro: | Charles Dean |

|                    |           |                   |
| López 49’ León 89’ | Marcatori | 12’ Nílton Santos |

| Arbitro: | Richard Maddison |

|                               |           |                      |
| Meléndez 28’ Díaz Carmona 52’ | Marcatori | 15’ Santos 49’ Alcón |

| Arbitro: | Mário Vianna |

|                            |           |  |
| Peláez 23’, 67’ Romero 71’ | Marcatori |  |

## Classifica finale
| Pos. | Squadra  | Pt | G | V | N | P | GF | GS | DR  |
| ---- | -------- | -- | - | - | - | - | -- | -- | --- |
| 1.   | Brasile  | 8  | 6 | 4 | 0 | 2 | 15 | 6  | +9  |
| 1.   | Paraguay | 8  | 6 | 3 | 2 | 1 | 11 | 6  | +5  |
| 3.   | Uruguay  | 7  | 6 | 3 | 1 | 2 | 15 | 6  | +9  |
| 4.   | Cile     | 7  | 6 | 3 | 1 | 2 | 10 | 10 | 0   |
| 5.   | Perù     | 7  | 6 | 3 | 1 | 2 | 4  | 6  | -2  |
| 6.   | Bolivia  | 3  | 6 | 1 | 1 | 4 | 6  | 15 | -9  |
| 7.   | Ecuador  | 2  | 6 | 0 | 2 | 4 | 1  | 13 | -12 |

## Spareggio
| Arbitro: | Charles Dean |

|                                     |           |                   |
| López 14’ Gavilán 17’ Fernández 41’ | Marcatori | 56’, 65’ Baltazar |

| Paraguay | Brasile |

| POR                   |  | Adolfo Riquelme       |  |     |
| DIF                   |  | Heriberto Herrera     |  |     |
| DIF                   |  | Melanio Olmedo        |  |     |
| CEN                   |  | Manuel Gavilán        |  |     |
| CEN                   |  | Victoriano Leguizamón |  |     |
| CEN                   |  | Ireneo Hermosilla     |  |     |
| ATT                   |  | Ángel Berni           |  |     |
| ATT                   |  | Atilio López          |  | 70’ |
| ATT                   |  | Rubén Fernández       |  |     |
| ATT                   |  | Juan Romero           |  | 57’ |
| ATT                   |  | Antonio Ramón Gómez   |  | 79’ |
| Sostituzioni:         |  |                       |  |     |
| CEN                   |  | Luis Lacasa           |  | 57’ |
| CEN                   |  | Silvio Parodi         |  | 70’ |
| CEN                   |  | Inocencio González    |  | 79’ |
| Allenatore:           |  |                       |  |     |
| Manuel Fleitas Solich |  |                       |  |     |

| POR            |  | Carlos José Castilho |  |     |
| DIF            |  | Djalma Santos        |  |     |
| DIF            |  | Haroldo              |  |     |
| DIF            |  | Nílton Santos        |  | 77’ |
| CEN            |  | José Carlos Bauer    |  |     |
| CEN            |  | Brandãozinho         |  |     |
| ATT            |  | Didi                 |  |     |
| ATT            |  | Julinho              |  |     |
| ATT            |  | Baltazar             |  |     |
| ATT            |  | Pinga                |  | 46’ |
| ATT            |  | Cláudio              |  |     |
| Sostituzioni:  |  |                      |  |     |
| ATT            |  | Ipojucan             |  | 46’ |
| ATT            |  | Alfredo              |  | 77’ |
| Allenatore:    |  |                      |  |     |
| Aymoré Moreira |  |                      |  |     |

## Classifica marcatori
7 gol
- Molina

5 gol
- Julinho

4 gol
- Berni e Fernández
- Balseiro

3 gol
- Baltazar
- López
- C. Romero e Peláez

2 gol
- Alcón, Santos e Ugarte
- Pinga e Rodrigues
- Gómez Sánchez
- Morel e Puente

1 gol
- Ademir, Cláudio, Ipojucan, Nílton Santos e Zizinho
- Cremaschi, Díaz Carmona e Meléndez
- Guzmán
- Romero, León e Gavilán
- Navarrete e Terry
- Méndez

## Arbitri
- Mário Vianna
- Charles Dean
- David Gregory
- Richard Maddison
- Charles McKenna
- George Rhoden